# 虹桥街道 (宣威市)
虹桥街道，是中华人民共和国云南省曲靖市宣威市下辖的一个乡镇级行政单位。

## 行政区划
虹桥街道下辖以下地区：
月牙社区、虹桥社区、北云社区和马房村。